# Palacete Helvetia
O Palacete Helvetia é uma construção localizada no bairro Santa Ifigênia, centro de São Paulo. O edifício fica na esquina das ruas Santa Ifigênia e Aurora, bem no centro da região que é hoje conhecida pela forte presença do setor terciário, com o comércio de eletrônicos e softwares e por construções históricas e notórias, como a Estação da Luz.
Foi inaugurado em 1923, época em que vários prédios vizinhos também foram erguidos, e são símbolos da São Paulo do final do século XIX e início do século XX, principalmente no que diz respeito à arquitetura. E também era um local muito agitado e intenso, em consequência de estar muito próximo à significativa Estação da Luz. Foi construído a partir de um projeto de 1922, por Achilles Isella, um industrial e cônsul da Suíça, proprietário da Casa Helvetia, especializada no comércio e importação de materiais de construção de origem europeia.

## História

### Década de 1920
Com os estímulos da municipalidade em promover uma remodelação na região central da cidade, ainda na década de 20, vários edifícios foram construídos na região onde hoje se encontra o Palacete Helvetia. A construção, desde o projeto até depois de inaugurada, ficou sob a responsabilidade de Achilles Isella, um industrial e cônsul suíço radicado no Brasil desde o fim do século XIX, segundo informações do Departamento de Patrimônio Histórico,
Achilles e seu irmão, Louis, juntos fundaram a Casa Helvetia, localizada na Avenida Rio Branco, um negócio especializado em matérias de construção importados diretamente da Europa. Outro negócio dos irmãos era uma fábrica que produzia cimento, ladrilhos, ornamentos e decorações, esta sediada na Rua Dr. Pedro Vicente.
O projeto idealizado por Achilles destinava o edifício a abrigar apartamentos residenciais nos dois andares superiores, sendo o pavimento térreo destinado ao comércio - estilo comum a muitos outros edifícios da região. À época, a região era rica em residências e hotéis de luxo, e contava com o glamour da presença da elite paulistana cafeeira, que ainda habitava o atual centro velho da cidade. A rua Santa Ifigênia ainda era cortada por bondes e a Aurora tinha uma característica mais residencial.
Logo após a inauguração, o prédio era utilizado como hotel nos andares superiores, e nos inferiores era destinado ao comércio. O Hotel Luanda chegou a funcionar por muitos anos no palacete.

### Anos 60 e 70
Depois do luxo da primeira metade do século XX, o Centro Velho viveu por uma época de grande desvalorização. O centro da cidade se expandiu e ganhou novos contornos e localidades. Além do então Centro Novo, na região da República e arredores, a Avenida Paulista nos anos 60 e a região da Faria Lima, a partir dos anos 70, receberam grandes atenções imobiliárias e passavam por uma forte valorização, com a chegada de diversos bancos, empresas e escritórios.
A migração da elite do centro para bairros até então mais afastados, fenômeno que acontecia também desde os anos 40, contribuiu para tal decadência. E a região da Luz era cada vez menos atraente perante os novos centros econômicos de São Paulo, afastados dessa região. O resultado foi a deterioração do bairro e, consequentemente, das construções. A região se esvaziou, era possível observar pelas ruas diversos prédios abandonados e também o aumento da criminalidade, fazendo com que fosse desvalorizada e só voltou a ser ocupada, desta vez pelo comércio popular, a partir dos anos 90 até os dias de hoje.
Em 1986, em uma tentativa de revitalizar a região, o ex-presidente Jânio Quadros propôs a demolição de prédios históricos no centro da cidade, e não apenas renovar, para dar espaço à construção de prédios mais modernos no local, convidando o arquiteto Oscar Niemeyer para projetá-los. O plano foi chamado de "Nova Luz". Entretanto, o palacete foi tombado em 17 de março de 1986 pelo CONDEPHAAT (Conselho de Defesa do Patrimônio Histórico, Arqueológico, Artístico e Turístico), juntamente com 47 imóveis no bairro de Campos Elíseos e 107 imóveis na região de Santa Ifigênia, sendo estudado desde 1982.

## Arquitetura

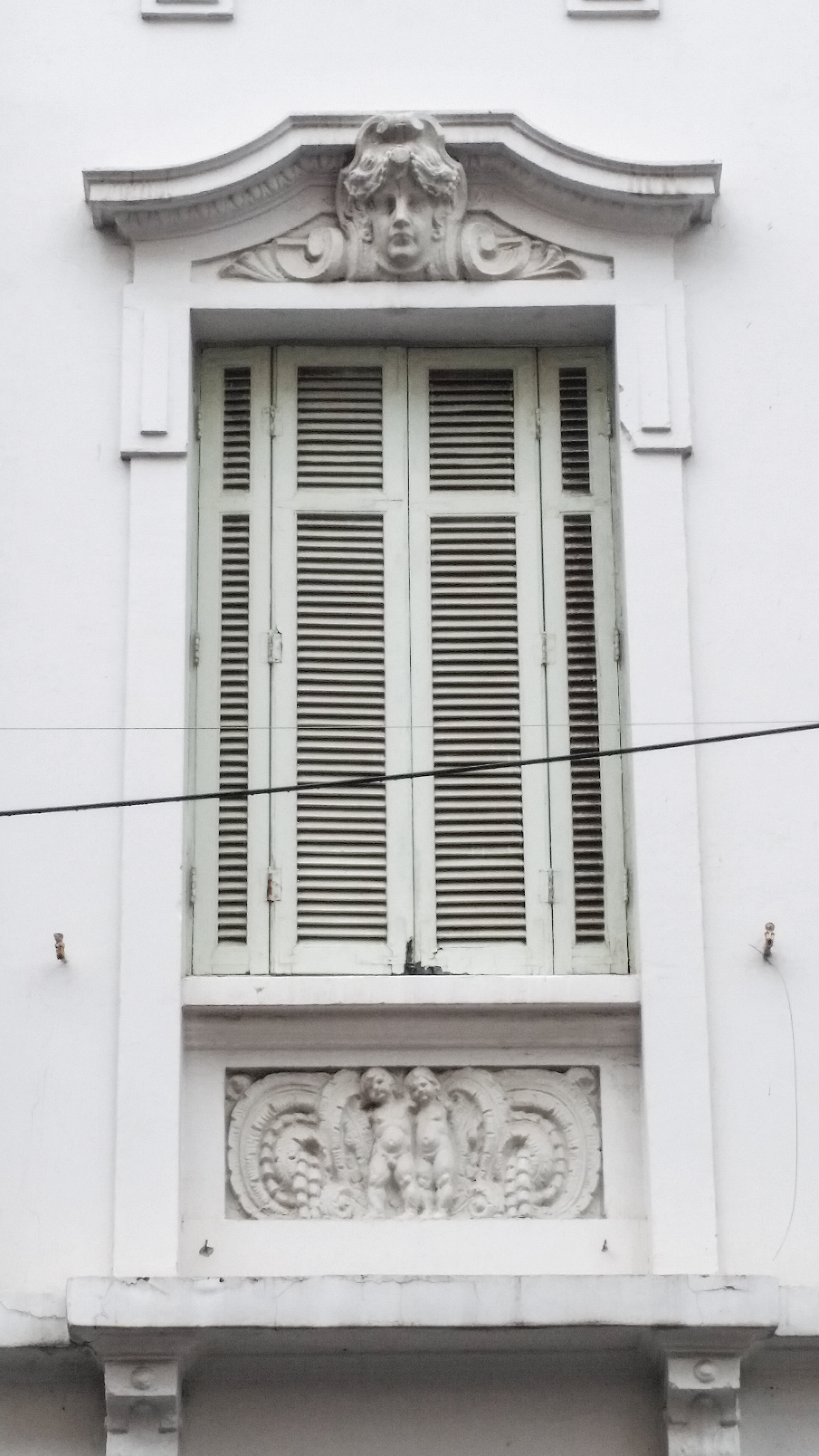
Detalhes de uma das janelas do Palacete Helvetia

Assim como várias outras construções do centro de São Paulo, o Palacete Helvetia tem uma arquitetura inspirada no estilo Art-nouveau. Em toda sua fachada, são observáveis ornamentos feitos com argamassa e elementos metálicos, representando anjos, flores, plantas, frutos, cabeças de homens e animais, detalhes observados principalmente nas janelas do edifício.
O Palacete Helvetia possui uma arquitetura riquíssima de detalhes. Há inúmeros elementos decorativos e no alto da construção há o nome do palacete, juntamente com o ano de sua construção e com uma tradicional Cruz Helvética.

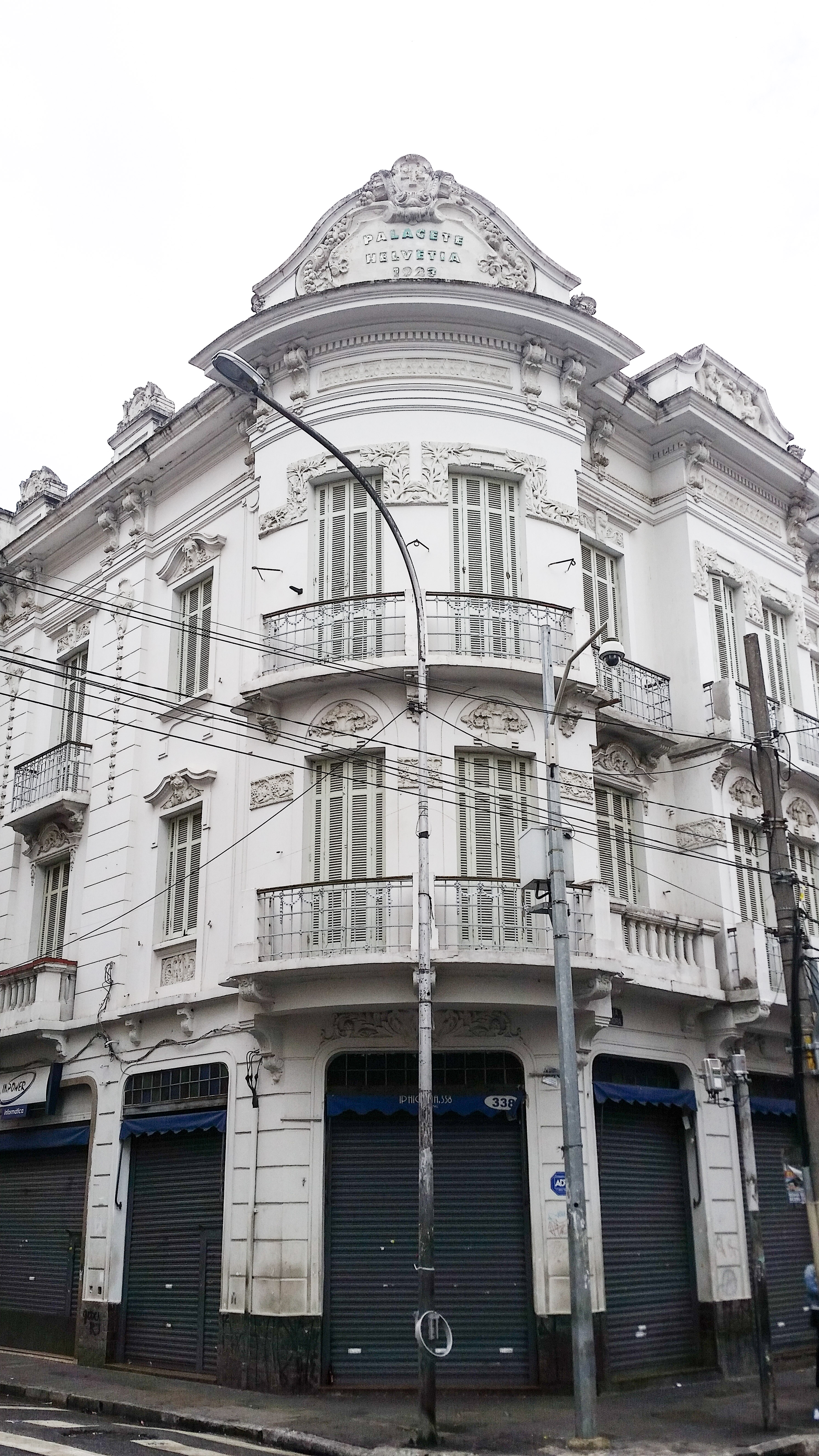
Esquina do Palacete Helvetia, com destaque para detalhes no topo da edificação

Bem na esquina do edifício de fachada branca, a edificação tem ainda mais detalhes. No frontão, em curva, o destaque é todo do deus Mercúrio, protetor do comércio, representado também com argamassa, "abençoando" o comércio do andar térreo. No topo, destaque para o coroamento com uma cruz, símbolo da Suíça, o nome do edifício e a data de construção.
É um dos patrimônios mais preservados da região, tendo recebido pintura externa há aproximadamente quatro anos. Juntamente com seu vizinho de esquina, o Palacete Lellis, o Helvetia tem uma arquitetura expressiva que conta um pouco da história da cidade nos anos 1920. É justamente por ser um imóvel antigo, histórico e de tamanha riqueza arquitetônica que o Palacete é considerado um patrimônio histórico protegido pelo Conselho Municipal de Preservação do Patrimônio Histórico, Cultural e Ambiental da Cidade de São Paulo, o Conpresp (Conselho Municipal de Preservação do Patrimônio Histórico, Cultural e Ambiental da Cidade de São Paulo), criado em 1985.

## Reformas e restaurações
Mesmo com a reocupação da região pelo comércio, a Santa Ifigênia sofre com a insegurança. Durante os anos 1990 e 2000, com o aumento da epidemia de crack, surgiram bolsões de usuários nas áreas centrais, as chamadas cracolândias. A maior e mais conhecida delas fica logo ali, nos arredores da Avenida Cásper Líbero e da estação da Luz.
Desde os anos 80, a região da Santa Ifigênia e do Centro Velho, em geral, foi alvo de um projetos de reurbanização da prefeitura. Um dos primeiros foi o do Governo Jânio Quadros, no comando da prefeitura de São Paulo, que tinha um plano polêmico para a região, onde queria revitalizar esta área onde o palacete estava situado, recuperando esses imóveis históricos, porém essa ideia foi impedida por uma resolução da CONDEPHAAT.
Em 1986, ele queria revitalizar a área. Não através da restauração dos edifícios deteriorados, mas da demolição destes e da construção de novas e modernas construções. O polêmico projeto, chamado de "Nova Luz", contaria até com a assinatura do arquiteto Oscar Niemeyer. Mas o CONDEPHAAT (Conselho de Defesa do Patrimônio Histórico, Arqueológico, Artístico de Turístico), órgão da Secretaria de Cultura do Estado de São Paulo, publicou uma resolução tombando mais de 150 imóveis nos Campos Elísios e na Santa Ifigênia, o que barrou os planos de Jânio.
Em junho de 2012, no esforço de cumprir seu programa "Nova Luz", que previa uma "renovação urbana" no centro de São Paulo, o prefeito Gilberto Kassab assinou um Protocolo de Intenções com a marca de tintas Suvinil para a restauração, pintura e revitalização de dois patrimônios do centro da cidade. Um deles, o próprio Palacete Helvetia, e o outro os Arcos do Jânio.
Uma política de recuperação do local é discutida até hoje, já que mesmo depois de passadas mais de duas décadas, a região ainda carece de reestruturação, além das inúmeras tentativas sem sucesso das administrações municipais para resolver o problema do bairro. Ainda assim, o Palacete Helvetia segue como patrimônio que faz parte da história de São Paulo.

## Estado atual
Estando em uma área de amplo comércio popular, a Santa Ifigênia, o Palacete Helvetia ainda mantém no andar térreo sua principal função, a do comércio, onde se vendem produtos e peças eletrônicas. Depois da pintura feita em 2012, a parte externa do edifício conserva um bom estado e parece revitalizado, destacando-se das demais construções ao seu redor. Seu interior, entretanto, é desocupado, e encontra-se descaracterizado após as reformas e adaptações feitas pelos proprietários ao longo de sua existência.
Muitos dos edifícios ainda existem, alguns em ótimas condições, inclusive funcionando, outros não muito bem conservados e até mesmo fechados.

## Galeria

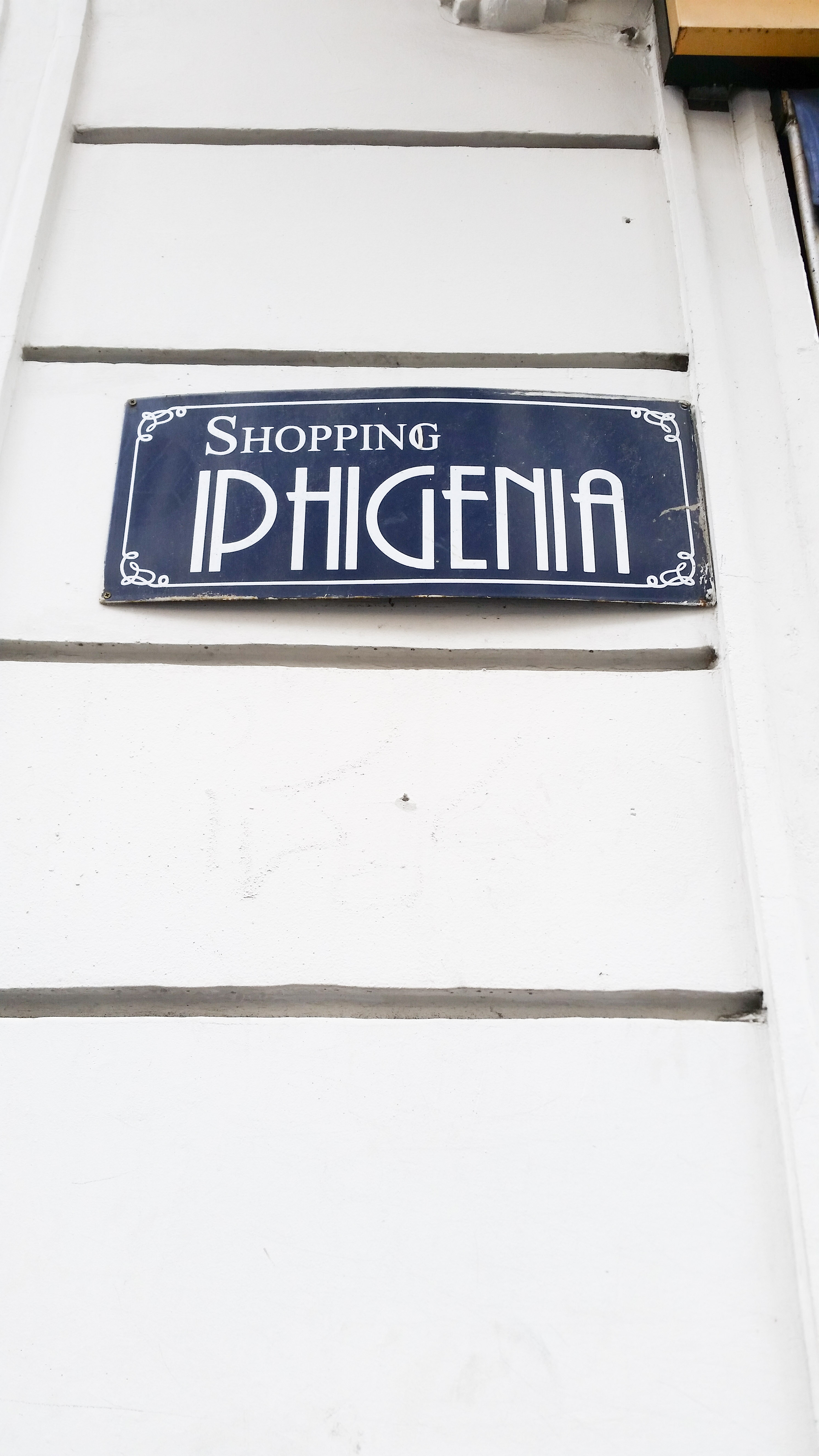
Placa colada na fachada indicando presença de comércio
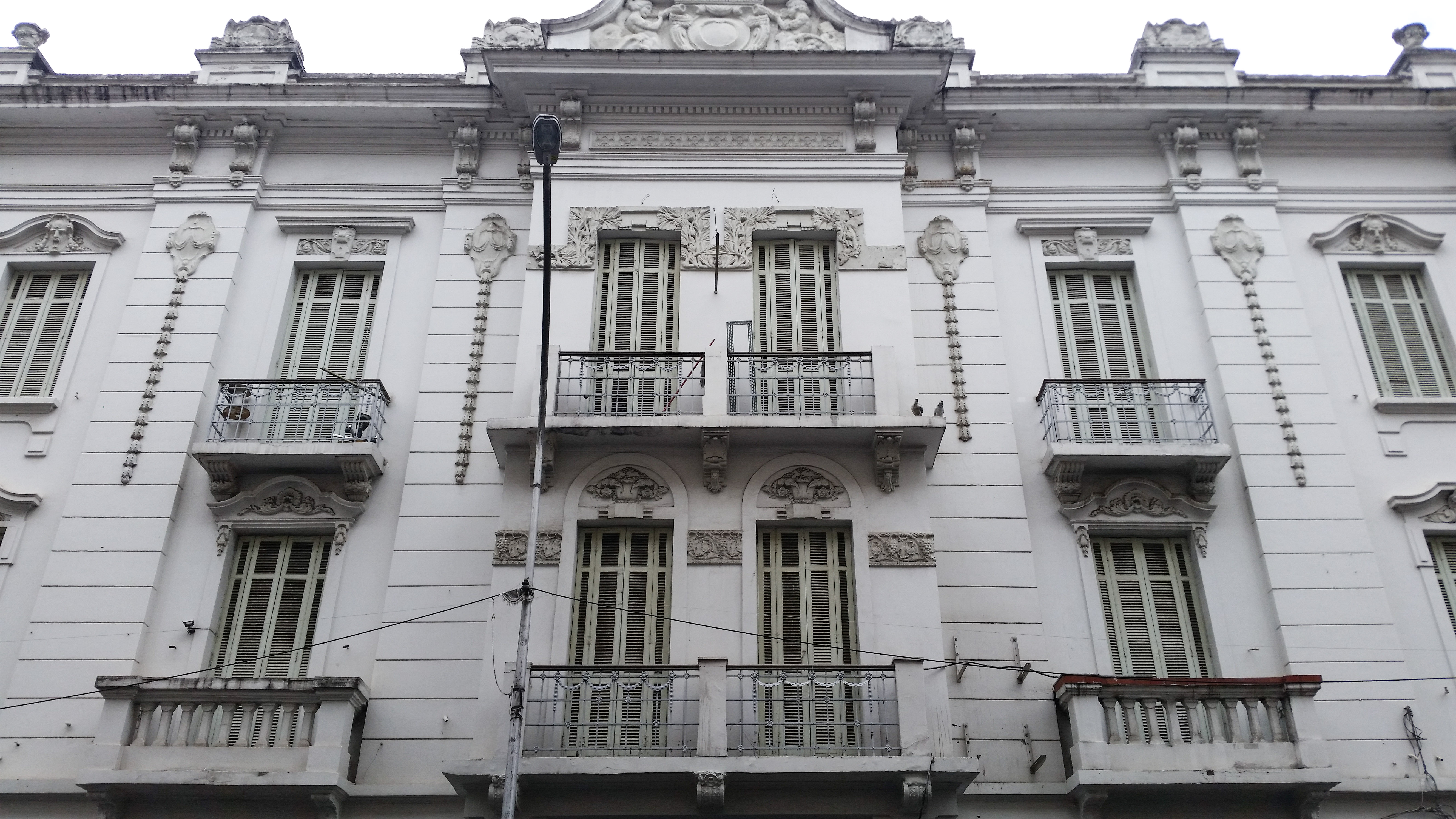
Fachada lateral do Palacete, na Rua Santa Ifigênia
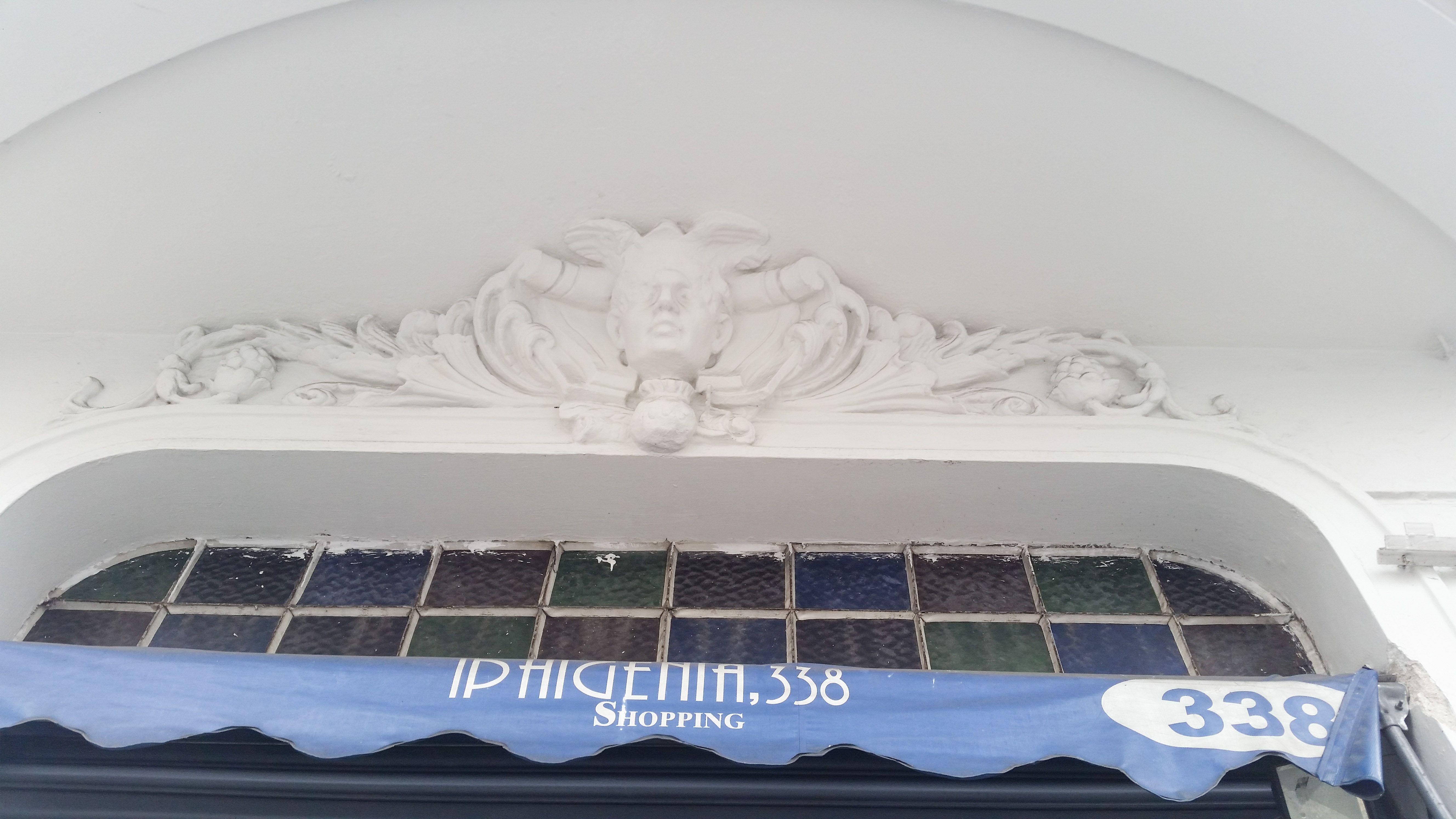
Representação do deus Mercúrio abaixo da marquise da esquina do prédio